# Règlement de navigation maritime
Les règlements de navigation maritime sont très nombreux, on peut citer parmi eux les règlements internationaux suivants issus des conventions :
- Colreg 72
- Solas 74
- Marpol 73/78
- Convention internationale de 1966 sur les lignes de charge

La réglementation est adaptée à chaque type de navire. Chaque État tout en se conformant aux normes internationales garde la possibilité de créer une réglementation nationale :

## En France[1]

### Navires de plaisance
Tous les navires de plaisance naviguant en mer doivent être immatriculés dans un service des affaires maritimes et sont assujettis à la réglementation maritime.
La réglementation intervient pour:
- Les normes de construction du navire
- Le matériel de sécurité exigé
- L'immatriculation
- Le titre de conduite :
  - le permis plaisance option côtière
  - le permis plaisance extension hauturière
  - Capitaine 200 voile[3] ,[4].  L'ancien « brevet de patron à la plaisance voile »  (n'est plus délivré[5]) conversion en brevet de capitaine 200 voile[6]. (marin professionnel à la plaisance)
  - Capitaine de yacht 200[7] avec éventuellement le permis de conduire les moteurs marins[8] (marin professionnel à la plaisance)
  - Chef de quart de yacht 500[9] ,[10] avec éventuellement le module voile (marin professionnel à la plaisance)
  - Capitaine de yacht 500[9] avec éventuellement le module voile (marin professionnel à la plaisance)
  - Capitaine de yacht 3000[11] avec éventuellement le module voile (marin professionnel à la plaisance)

- La pêche de loisir (de surface, sous-marine, à pied)
  - Les engins autorisés (qualité, quantité)
  - Les tailles minimales des prises
  - Les zones géographiques
  - Les périodes

### Divisions de la réglementation plaisance
Navires de plaisance
- Division 240 Règles de sécurité applicables à la navigation de plaisance en mer sur des embarcations de longueur inférieure ou égale à 24 m
- Division 241 Navires de plaisance à utilisation commerciale de longueur de coque inférieure ou égale à 24 mètres
- Division 242 Navires de longueur de coque supérieure à 24 mètres et de jauge brute inférieure à 3000 (grande plaisance ou grands yachts)
- Division 243 Navires de plaisance destinés à la compétition ou expérimentaux
- Division 244 Navires de plaisance traditionnels
- Division 245 Référentiel technique des navires de plaisance exclus du marquage CE de longueur de coque inférieure ou égale à 24 m